# Justo Martínez Amutio
Justo Martínez Amutio (Rincón de Soto, 18 de octubre de 1896- 30 de mayo de 1983) fue un metalúrgico, mecánico y político español, de filiación socialista.
Afiliado a la Unión General de Trabajadores desde los 16 años y del Partido Socialista Obrero Español desde los 24. Trasladó su residencia a Valencia, donde fue Secretario general de la Federación Socialista. Elegido en 1936 representante por Levante en el comité nacional del PSOE. Fue compromisario por la provincia de Valencia para la elección del Presidente de la República.
Durante la guerra civil española fue gobernador civil de Albacete. Ocupó un puesto en la Subsecretaría de Armamento con Alejandro Otero. Detenido en 1939 por las autoridades franquistas al final de la guerra, fue encarcelado. Participó en la construcción del Embalse de Benagéber como preso político en el destacamento penitenciario para la redención de penas. Tras ser puesto en libertad, sus actividades políticas clandestinas le llevaron a prisión otras tres veces. En 1962 promovió la Alianza Sindical Obrera. 
En la primera Legislatura tras la transición política, fue elegido Senador por la circunscripción electoral de Valencia en 1977. Escribió un libro de memorias —marcadamente anticomunista— titulado, Chantaje a un pueblo.